# Попов, Николай Гаврилович
Николай Гаврилович Попов (19 декабря 1920, станица 1-е Малые Алабухи, Тамбовская губерния — 18 ноября 1990, Москва) — советский военачальник, генерал-полковник войск связи (1.11.1980), участник Великой Отечественной войны. Лауреат Государственной премии СССР (1981).

## Биография
Родился в семье сельского рабочего. Его отец, Гаврила Васильевич, трудился столяром и плотником, мать — домохозяйкой. В семье у них было 16 детей, Николай был старшим. Он с малых лет отличался тягой к знаниям, а небольшой заработок отца, необходимость заботы о младших братьях и сёстрах способствовали выработке у него целеустремлённости, настойчивости в труде и учёбе.
В 1937 году, окончив с золотой медалью среднюю школу, поступил в Воронежский государственный университет и проучился там 1 год. С 1938 года — курсант Воронежского военного училища связи; в конце 1939 года, с началом войны с Финляндией, окончил ускоренный курс и был направлен в действующую армию. В звании лейтенанта назначен начальником связи 104-го отдельного пулемётного батальона 104-й горнострелковой дивизии 14-й армии. Заниматься пришлось не только связью; так, в феврале 1940 года Н. Г. Попов, как дежурный командир, возглавил и успешно осуществил отражение наметившегося на командный пункт дивизии большого лыжного финского десанта.
С июня 1940 года — командир штабной роты 256-го отдельного батальона связи 122-й стрелковой дивизии 14-й армии Ленинградского военного округа. С началом Великой Отечественной войны воевал в этой должности на Кандалакшском направлении Карельского фронта. В ноябре 1941 года возглавлял группу разведчиков, совершившую с 14 ноября 2-недельный рейд в немецком тылу; было собрано много разведывательных сведений и захвачен немецкий офицер, давший ценные сведения о планах немецкого командования на зиму 1941/42 гг. Группа вернулась в полном составе. Н. Г. Попов был награждён орденом Красного Знамени «за личную храбрость, мужество и отвагу, организованность, за отличное выполнение задания командования».
С декабря 1941 года — командир 256-го отдельного батальона связи 122-й стрелковой дивизии, с июня 1943 года — старший помощник начальника войск связи 19-й армии Карельского фронта, капитан. В наступательных операциях в Карелии в 1944 году майор Н. Г. Попов отвечал за организацию и обеспечение связи с частями и соединениями, находящимися в 1-м оперативном эшелоне.
В 1944 году направлен на учёбу на командный факультет Военной академии связи (Ленинград). Окончив академию в 1949 году с золотой медалью, служил в центральном аппарате начальника связи ВС СССР (офицер оперативного управления, затем заместитель начальника управления). Одновременно в 1956 году окончил заочное отделение Московского электротехнического института связи. Участвовал в оказании помощи союзникам СССР по организации и обеспечению связи в военных конфликтах (Корея, Ближний Восток, Куба и др.).
С 1969 года — начальник управления спутниковой связи МО СССР, в 1970—1978 — заместитель начальника связи ВС СССР. Генерал-майор войск связи (7.5.1966), генерал-лейтенант войск связи (2.11.1972). В 1978—1988 годы — начальник Военной академии связи. 
Был избран депутатом Ленинградского областного Совета народных депутатов.
В 1988 г. после более полувека службы в Красной, а затем в Советской армии, уволен в отставку по состоянию здоровья (в 68 лет).
Умер в ноябре 1990 г. от заболевания сердца. Похоронен на Троекуровском кладбище г. Москвы.

## Награды и звания[3]
- Орден Красной Звезды (дважды),
- Орден Красного Знамени (4.11.1941)[5]
- Орден Отечественной войны (дважды)
- Орден «За службу Родине в Вооружённых Силах СССР»
- Орден «Знак Почёта»
- Медали
- Государственная премия СССР (1981) — за создание и внедрение новой техники связи (св-во № 09821 от 5 января 1981 г.)
- генерал-полковник

## Семья
Жена — Любовь Ивановна Попова (Прянишникова; 5 сентября 1923, Омск — 6 апреля 2012, Москва) — инженер связи, участник Великой Отечественной войны (военный техник, 1944—1945), награждена орденом Отечественной войны II степени и медалями.
- дочь — Татьяна, служащая (ныне на пенсии);
- сын — Виталий, генерал-лейтенант войск связи.

## Сочинения
- Попов Н. Командарм 2 ранга И. А. Халепский (К 90-летию со дня рождения). // Военно-исторический журнал. — 1983. — № 7. — С.94-96.
- Попов Н. Связь в Берлинской операции. // Военно-исторический журнал. — 1985. — № 4. — С.41-46.